# Lista de pilotos que nunca se classificaram para um GP da Champ Car
Esta é uma lista de pilotos de Champ Car que nunca se classificaram para uma corrida da categoria.

## A
- Mark Alderson

## B
- Steve Barclay
- Neil Bonnett
- John Brooks
- Bob Brutto
- Steve Butler

## C
- Earle Canavan
- Dana Carter
- Frank Chianelli

## D
- Rick DeLorto

## F
- Ed Finley
- Woody Fisher
- Giupponi França

## G
- Todd Gibson

## H
- Davey Hamilton
- Milt Harper
- Bill Henderson
- Bruce Hill
- Steve Hostetler
- Richard Hubbard
- Jim Hurtubise

## L
- Ray Lipper

## M
- Mack McClellan
- Larry McCoy
- Kenji Momota
- Brad Murphey

## O
- Bobby Olivero
- Jan Opperman

## P
- Wally Pankratz
- Dave Peperak
- Bill Puterbaugh

## R
- José Romano
- Barry Ruble

## S
- Harry Sauce
- Ken Schrader

## T
- Orio Trice
- Tod Tuttle

## U
- Robby Unser

## V
- Leroy Van Conett
- Dean Vetrock

## W
- Jeff Ward2
- Kevin Whitesides